# Gorycja (region statystyczny)
Region statystyczny Gorycja (słoweń. goriška statistična regija) – region statystyczny w zachodniej Słowenii, wzdłuż granicy z Włochami. Nazwa pochodzi od włoskiego miasta Gorycja (żeński przymiotnik goriška pochodzi od słoweńskiej nazwy Gorycji: Gorica).
Najbardziej wyrazistymi walorami naturalnymi tego regionu są Alpy Julijskie, rzeka Socza i dolina Vipava.
W 2012 roku kraj ten wniósł nieco ponad 5% do całkowitego PKB kraju, ale pod względem PKB na mieszkańca zajął czwarte miejsce w kraju. W tym samym roku dochód rozporządzalny na mieszkańca w regionie był najwyższy, na drugim miejscu za regionem statystycznym Słowenia Środkowa. Szacunki dotyczące zasobu mieszkaniowego wskazują, że pod koniec 2013 roku region ten miał najwyższy odsetek mieszkań z trzema lub większą liczbą pokoi (około 70%). Udział mieszkań jednopokojowych wynosił mniej niż 10%. Mieszkania tutaj są większe niż średnia słoweńska, ze średnią powierzchnią użytkową 37 m² na osobę. Liczba samochodów na 1000 mieszkańców jest również najwyższa w Słowenii, ze średnią liczbą samochodów większą o 100 na 1000 osób niż w regionie statystycznym Centralna Sawa. Jednak samochody tutaj i w regionie statystycznym Dolna Sawa są również najstarsze (średnio prawie 10 lat w 2013 r.).
Region statystyczny Gorycja dzieli się na tradycyjne regiony Primorska i Kraina.

## Miasta i miasteczka
Region statystyczny Gorycja obejmuje sześć miast i miasteczek, z których największym (a zarazem jego stolicą) jest Nova Gorica.
| Stopień | Nazwa               | Populacja (2021) |
| ------- | ------------------- | ---------------- |
| 1.      | Nova Gorica         | 12 871           |
| 2.      | Ajdovščina          | 6922             |
| 3.      | Idrija              | 5831             |
| 4.      | Šempeter pri Gorici | 3720             |
| 5.      | Tolmin              | 3274             |
| 6.      | Bovec               | 1671             |

## Gminy
Region statystyczny Gorycja obejmuje 13 następujących gmin:
- Ajdovščina
- Bovec
- Brda
- Cerkno
- Idrija
- Kanal ob Soči
- Kobarid
- Miren-Kostanjevica
- Nova Gorica
- Renče-Vogrsko
- Šempeter-Vrtojba
- Tolmin
- Vipava

## Demografia
Liczba ludności w 2020 r. wynosiła 118 041. Całkowita powierzchnia regionu wynosi 2325 km².

## Gospodarka
Struktura zatrudnienia: 59% usługi, 37,8% przemysł, 3,2% rolnictwo.

### Turystyka
Przyciąga 9,8% ogółu turystów w Słowenii, przy czym najwięcej przybywa z Włoch (41,5%) i Słowenii (20,7%).

## Transport
- Długość autostrad: 44,8 km
- Długość pozostałych dróg: 3149 km